# 原臺灣軍司令部

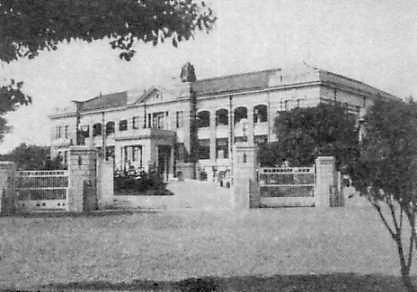
台灣軍司令部

原臺灣軍司令部是位於臺灣臺北市博愛特區的官衙建築，在臺灣日治時期為隸屬陸軍省的「臺灣軍司令部」所在，統轄臺灣軍，此廳舍則於日治大正九年（1920年）8月啟用。戰後成為「忠愛營區」，曾為警備總部以及中華民國國防部本部所在地，現為全民防衛動員署後備指揮部所在地。

## 介紹
日治前期的臺灣總督亦負臺灣地區的陸海軍統帥權，臺灣總督府在1895年5月即設有陸軍局、海軍局。1896年4月1日，改制為「軍務局」，下轄陸軍部、海軍部。1897年11月1日，軍務局裁撤，改為陸軍幕僚、海軍幕僚。1907年10月14日，陸軍幕僚改為「陸軍部」，海軍仍維持海軍幕僚。
在1919年8月20日實施《臺灣軍司令部條例》後，台灣總督的軍權因此廢止，總督府陸軍部改制為「臺灣軍司令部」，負責統率臺灣及澎湖列島的臺灣軍，為大日本帝國陸軍的一部分，隸屬於陸軍省。臺灣軍司令部的統率為「臺灣軍司令官」，其下組織分為參謀部、副官部、兵器部、經理部、軍醫部、獸醫部、法官部。
臺灣軍司令部在1919年8月22日開始運作，最初仍使用位在台北城內西門街的原臺灣總督府陸軍部廳舍。1920年8月4日，臺灣軍司令部遷到台北市書院街七丁目53番戶。台北市在1922年3月實施町名改正後，地址改為書院町三丁目2番地。
1944年9月22日，台灣軍司令部改編為「第10方面軍司令部」，本部仍位於台北市，負責沖繩、台灣、澎湖的防衛任務，在1945年8月15日廢止。

## 地理位置
本建物位於臺灣臺北市中正區建國里，日治時期為書院町，1920年建立。現今地址為臺北市中正區博愛路一七二號。

## 交通
近台北捷運小南門站。

## 外部鏈結
- 原臺灣軍司令部—文化部文化資產局 （页面存档备份，存于）

25°02′14″N 121°30′38″E / 25.03722°N 121.51056°E